# Catherine E. Coulson
Catherine E. Coulson (Elmhurst, Illinois, 1943. október 22. – Ashland, Oregon, 2015. szeptember 28.)  amerikai színésznő.

## Élete és pályafutása
Színházi színészként kezdte pályafutását, majd később filmekben is szerepelt.  
Legismertebb szerepe David Lynch Twin Peaks című misztikus sorozatában "Tuskó Lady" megformálása volt.  
1968-ban összeházasodott Jack Nance színésszel, de 1976-ban elváltak. Válásuk után 16 évvel mindketten szerepet kaptak a Twin Peaks-ben. Coulson második férje egy Marc Sirinsky nevű rabbi volt, akitől egy lánygyermeke (Zoey) született 1987-ben.  
2015. szeptember 28-án otthonában, az Oregon állambeli Ashlandben hunyt el, halálát rák miatti komplikációk okozták.

## Filmográfia
- The Amputee (David Lynch rövidfilmje) - a hölgy akinek amputálják a lábát (1974)
- Trick or Treats - Reeves nővér (1982)
- Twin Peaks (TV sorozat), 30 részben - Tuskó Lady (1990–91)
- A végzet asszonya - Mary (1991)
- Folt a zsákját - Nővérke (1991)
- Twin Peaks – Tűz, jöjj velem! - Tuskó Lady (1992)
- Modern muskétások (TV-film) - Lisa (1992)
- The Secret Life of Houses- Head nővér (1994)
- The Four Diamonds (1995)
- Calvin Marshall - Carramae (2009)
- Psych – Dilis detektívek (TV sorozat), 1 részben - Wood Woman (2010)
- Portlandia (TV sorozat), 1 részben - Marionberry Farmer (2012)
- Redwood Highway - Susie (2013)
- Twin Peaks: The Missing Pieces - Tuskó Lady (2014)
- Twin Peaks - Tuskó Lady (2017)

## Fordítás
- Ez a szócikk részben vagy egészben  a   Catherine E. Coulson című angol Wikipédia-szócikk fordításán alapul.  Az eredeti cikk szerkesztőit annak laptörténete sorolja fel. Ez a jelzés csupán a megfogalmazás eredetét és a szerzői jogokat jelzi, nem szolgál a cikkben szereplő információk forrásmegjelöléseként.